# Microula tibetica
Microula tibetica là loài thực vật có hoa trong họ Mồ hôi. Loài này được Benth. mô tả khoa học đầu tiên năm 1876.